# A.W. Holt
Alvin William "A.W." Holt (nacido el 26 de agosto de 1946 en Jackson, Misisipi) es un exjugador de baloncesto estadounidense  que jugó una temporada en la NBA. Con 2,00 metros de estatura, jugaba en la posición de alero.

## Trayectoria deportiva

### Universidad
Jugó durante su etapa universitaria con los Tigers de la Universidad Estatal de Jackson.

### Profesional
Tras no ser elegido en el Draft de la NBA de 1970, si lo fue en el draft de la ABA, donde fue escogido por los Dallas Chaparrals, pero no fue hasta el año siguiente cuando debutó profesionalmente al fichar como agente libre por los Chicago Bulls, con los que disputó seis partidos anotando un total de cuatro puntos.

## Estadísticas de su carrera en la NBA

### Temporada regular
| Temporada | Edad | Equipo        | Liga | Pos. | P | TIT | MIN | TC  | TCA | %TC  | 3P | 3PA | %3P | TL  | TLA | %TL  | R.OF. | R.DEF. | REB | ASIS | ROB | TAP | PER | FP  | PTS |
| 1970-71   | 24   | Chicago Bulls | NBA  | SF   | 6 |     | 2.3 | 0.2 | 1.3 | .125 |    |     |     | 0.3 | 0.5 | .667 |       |        | 0.7 | 0.0  |     |     |     | 0.2 | 0.7 |
| Total     |      |               | NBA  |      | 6 |     | 2.3 | 0.2 | 1.3 | .125 |    |     |     | 0.3 | 0.5 | .667 |       |        | 0.7 | 0.0  |     |     |     | 0.2 | 0.7 |